# Sibusiso Zuma
Sibusiso Wiseman Zuma est un footballeur sud-africain né le 23 juin 1975 à Durban. Il est attaquant.
Il possède 67 sélections (13 buts) avec l'Afrique du Sud. Sa première sélection en équipe nationale a eu lieu en 1998.
Zuma a participé à la Coupe du monde 2002 avec l'équipe d'Afrique du Sud.

## Carrière
- 1995-1998 : African Wanderers  Afrique du Sud
- 1998-2000 : Orlando Pirates  Afrique du Sud
- 2000-2005 : FC Copenhague  Danemark
- 2005-2008 : Arminia Bielefeld  Allemagne
- 2008-2009 : Mamelodi Sundowns  Afrique du Sud
- 2009-2010 : FC Nordsjælland  Danemark
- 2010-.... : Vasco da Gama Cape Town  Afrique du Sud